# Московская губерния
Моско́вская губе́рния — административно-территориальная единица Русского царства, Российской империи, Российской республики, РСФСР и СССР, существовавшая c 1708 по 1929 год. Губернский город — Москва.
Дом губернского правления занимал западный корпус Монетного двора, выходящий фасадом на Красную площадь. Губернаторский дворец на Тверской улице ныне известен как здание мэрии Москвы.

## География
Губерния располагалась в центре европейской части России, граничила на севере и северо-западе с Тверской, на северо-востоке и востоке — с Владимирской, на юго-востоке — с Рязанской, на юге — с Тульской и Калужской, на западе — со Смоленской губерниями.
Площадь губернии по годам:
- 1708 — 128 600 км²,
- 1847 — 32 436 км²,
- 1905 — 33 271 км²[2],
- 1926 — 44 569 км²[3].

## История

### Губерния до 1917 года

Московская губерния. «Атлас Российский», 1745 год

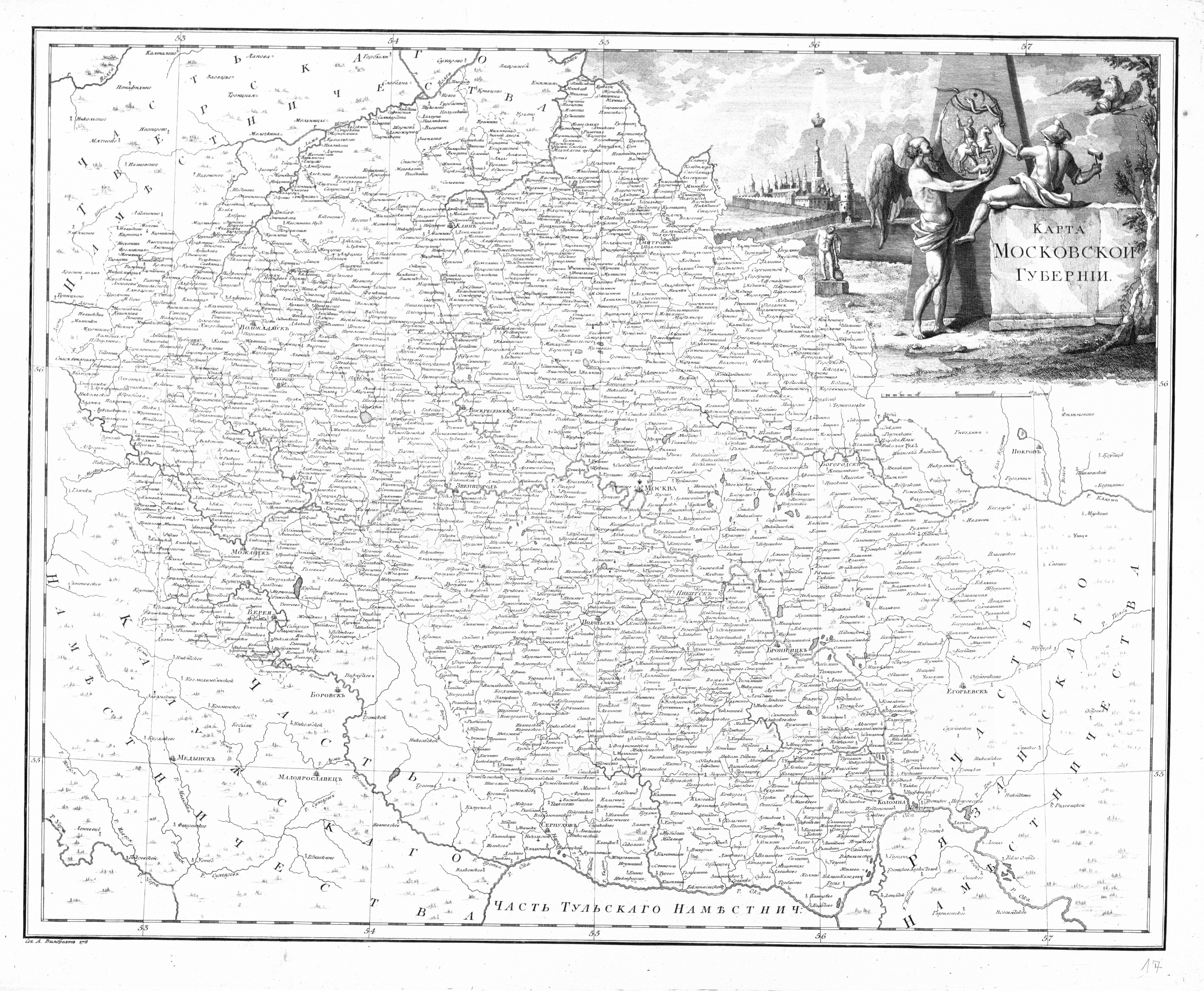
Московская губерния. Российский атлас из сорока четырёх карт состоящий и на сорок на два наместничества Империю разделяющий" (1792 г.)

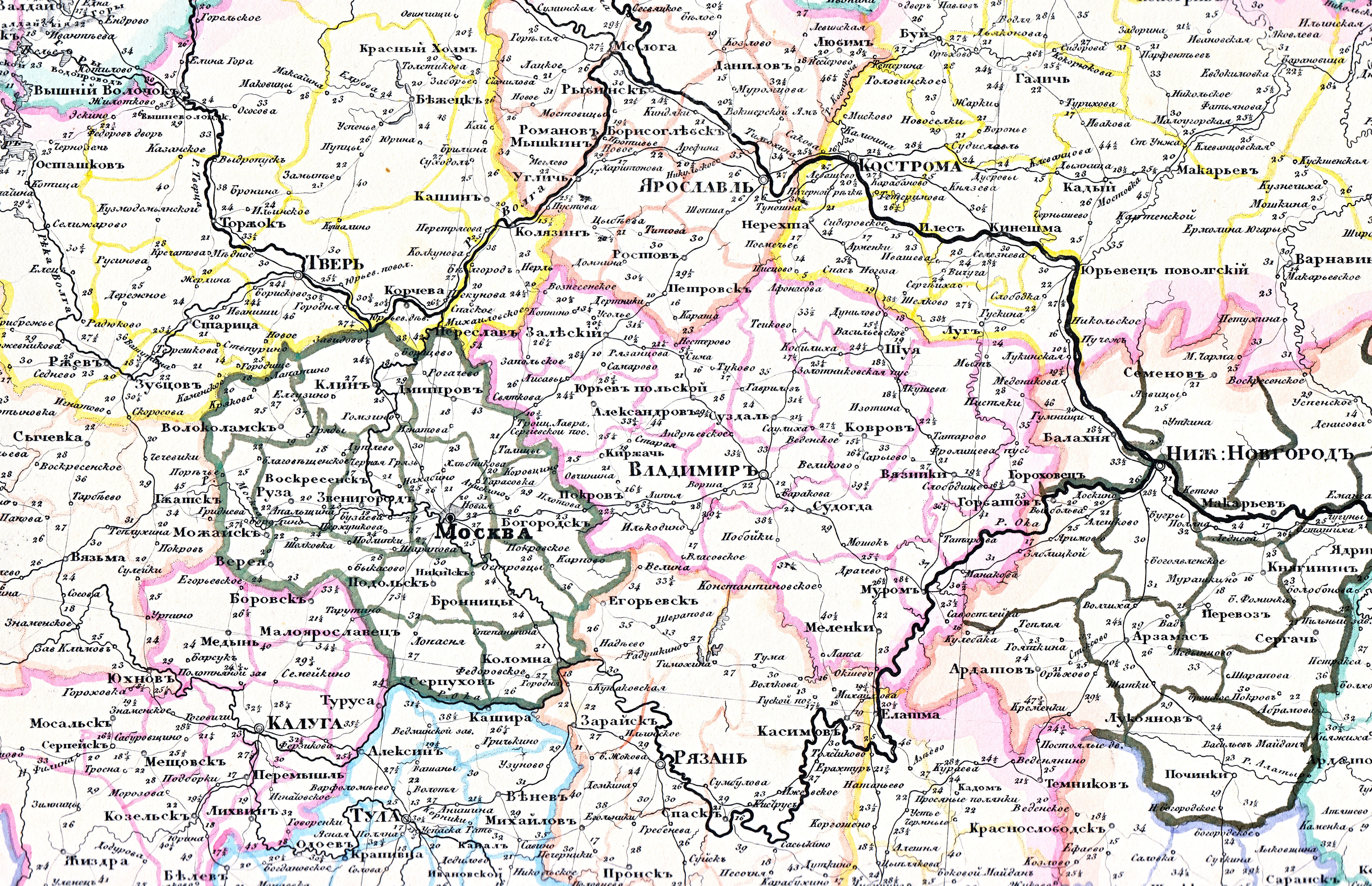
На карте России 1833 года

- Московская губерния была образована 18 (29) декабря 1708 года.
- 1712 год. Губерния разделена на несколько обер-комендантских провинций (в 1715—1719 годах именовались ландратскими долями), в том числе Серпуховскую, Звенигородскую, Каширскую, Владимирскую, Калужскую, Костромскую, Ростовскую.
- 1719 год. Губерния разделена на 9 провинций: Московская, Переславль-Рязанская, Костромская, Суздальская, Юрьев-Польская, Владимирская, Переслав-Залесская, Тульская, Калужская. В Московскую провинцию входило 16 городов с дистриктами (с 1727 — уездами): Москва, Дмитров, Клин, Руза, Волоколамск, Можайск, Царёв-Борисов, Малоярославец, Серпухов, Таруса, Оболенск, Кашира, Коломна, Звенигород, Верея, Боровск.

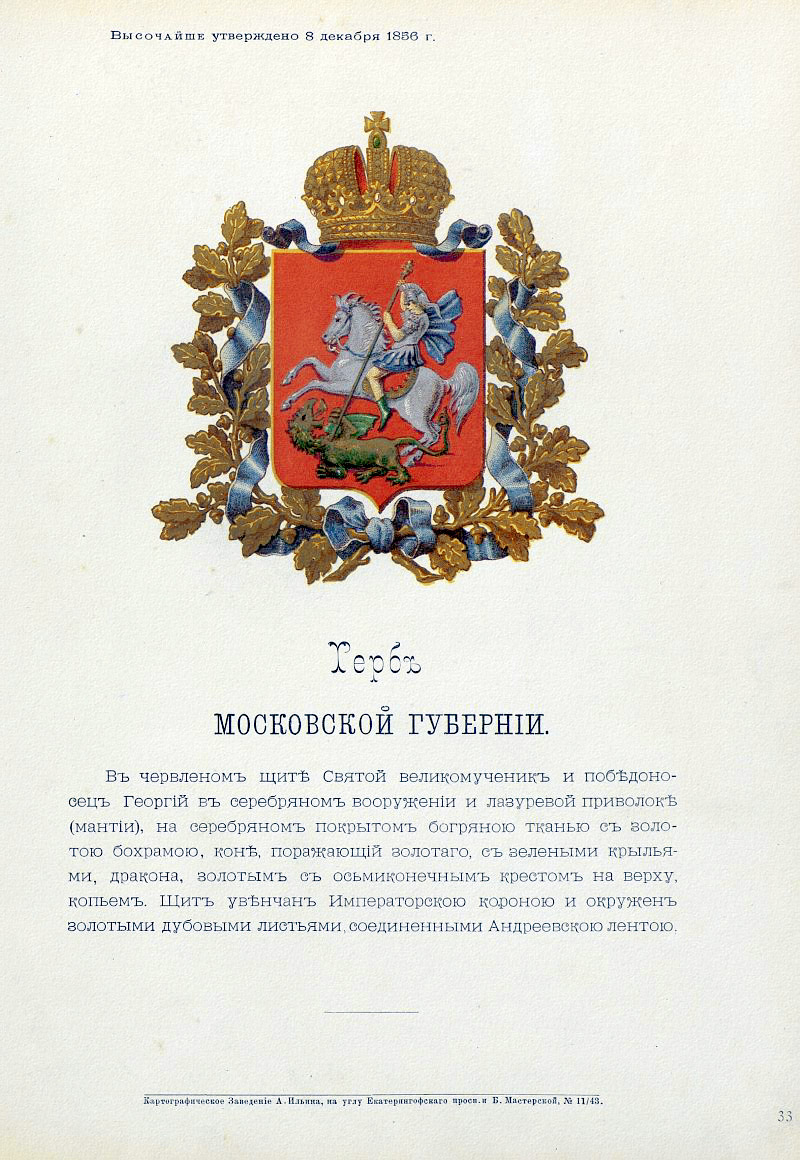
Герб губернии c официальным описанием, утверждённый Александром II в 1856 году

- 1727 год. В состав Московской губернии переданы Углицкая и Ярославская провинции Санкт-Петербургской губернии.
- 1760-е годы. Ликвидируются Борисовский и Оболенский уезды Московской провинции.
- 1775 год. Западные части губернии вошли в состав Смоленского наместничества, Бежецкий и Кашинский уезды — в состав Тверского наместничества.
- 1776 год. Боровский, Малоярославский и Тарусский уезды отходят к Калужскому наместничеству.
- 1777 год. Каширский уезд вошёл в состав Тульского наместничества, северные провинции губернии перешли в состав Ярославского наместничества.
- 1778 год. Из частей Московской губернии выделены Владимирское, Рязанское и Костромское наместничества[2].
- 1781 год. Из осколков прежней Московской губернии, главным образом, в границах Московской провинции, организуется новая Московская губерния в составе 15 уездов: Волоколамский уезд, Можайский уезд, Верейский уезд[4], Подольский уезд, Никитский уезд, Серпуховский уезд, Коломенский уезд, Бронницкий уезд, Московский уезд, Воскресенский уезд, Клинский уезд, Дмитровский уезд, Звенигородский уезд, Богородский уезд, Рузский уезд.
- 1796 год. Богородский, Бронницкий, Подольский, Никитский и Воскресенский уезды ликвидируются.
- 1802 год. Восстановлены Богородский, Бронницкий и Подольский уезды.
- 1861 год. Введено волостное деление.

### Губерния в 1917—1929 годах
- 1918 год. Образован Наро-Фоминский уезд с центром в городе Наро-Фоминске (упразднён в 1923 году).
- 1919 год. Образован Сергиевский уезд с центром в городе Сергиев.
- 1921 год. Образованы Орехово-Зуевский и Воскресенский уезды, упразднены Верейский и Рузский уезды.
- 1922 год. Образован Ленинский уезд с центром в городе Ленинске.
- 1923 год. К губернии присоединены Егорьевский уезд из Рязанской губернии и Каширский уезд из Тульской губернии.

Постановлением Президиума ВЦИК «Об образовании на территории РСФСР административно-территориальных объединений краевого и областного значения» от 14 января 1929 года с 1 октября 1929 года Московская губерния была упразднена. Образована Центрально-промышленная область (с 3 июня 1929 года — Московская область) с центром в городе Москве, в составе, в качестве основного массива, губерний Московской, Тверской, Тульской и Рязанской.

## Административное деление

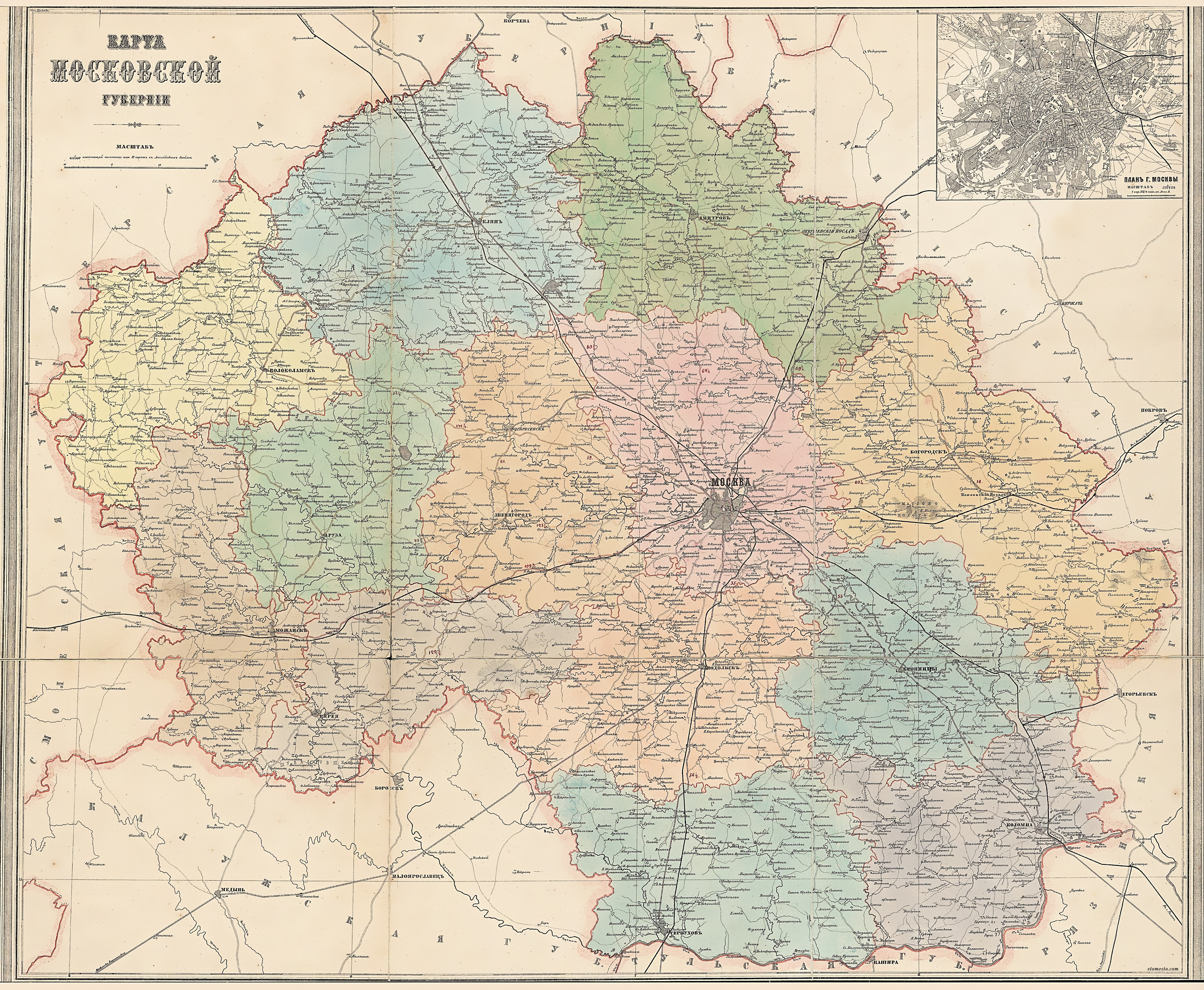
Карта Московской губернии 1873 года с указанием уездов

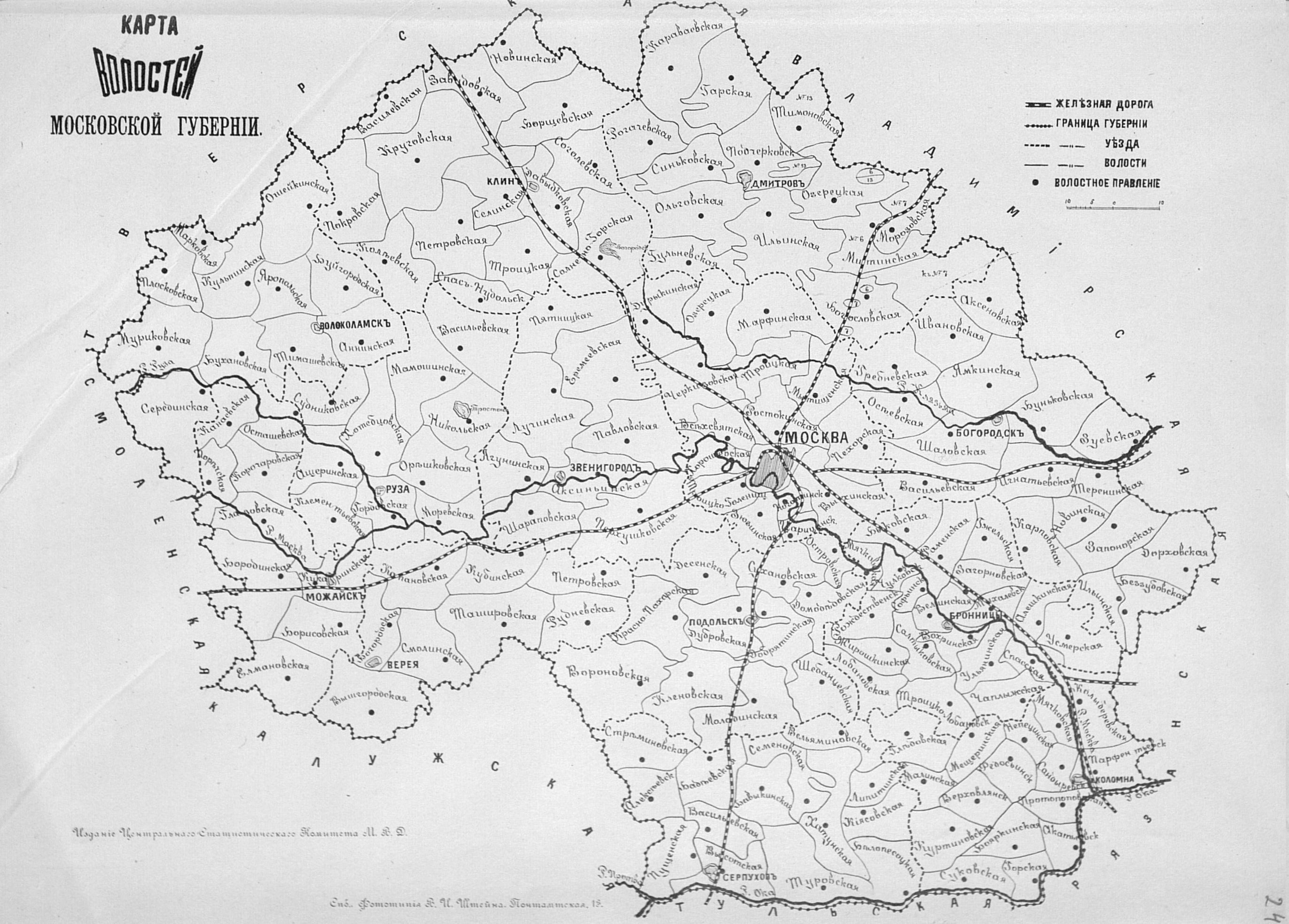
Волости Московской губернии

В состав Московской губернии с 1802 по 1918 год входило 13 уездов:
| №  | Уезд           | Уездный город            | Герб уездного города | Площадь, вёрст² | Население (1897), чел. |
| -- | -------------- | ------------------------ | -------------------- | --------------- | ---------------------- |
| 1  | Богородский    | Богородск (11 102 чел.)  |                      | 3 068,5         | 222 341                |
| 2  | Бронницкий     | Бронницы (3 897 чел.)    |                      | 2 051,0         | 130 304                |
| 3  | Верейский      | Верея (3 707 чел.)       |                      | 1 623,3         | 54 074                 |
| 4  | Волоколамский  | Волоколамск (3 091 чел.) |                      | 2 138,0         | 80 984                 |
| 5  | Дмитровский    | Дмитров (4 480 чел.)     |                      | 2 974,6         | 119 686                |
| 6  | Звенигородский | Звенигород (2 381 чел.)  |                      | 2 012,3         | 84 375                 |
| 7  | Клинский       | Клин (4 655 чел.)        |                      | 3 095,9         | 115 162                |
| 8  | Коломенский    | Коломна (20 277 чел.)    |                      | 1 861,4         | 111 927                |
| 9  | Можайский      | Можайск (3 194 чел.)     |                      | 1 621,5         | 53 967                 |
| 10 | Московский     | Москва (1 038 591 чел.)  |                      | 2 393,0         | 1 203 926              |
| 11 | Подольский     | Подольск (3 798 чел.)    |                      | 2 160,4         | 86 311                 |
| 12 | Рузский        | Руза (2 349 чел.)        |                      | 1 984,1         | 55 522                 |
| 13 | Серпуховский   | Серпухов (30 571 чел.)   |                      | 2 252,4         | 112 002                |

### Заштатные города
| № | Город             | Население (1897) | Входит в            | Герб |
| - | ----------------- | ---------------- | ------------------- | ---- |
| 1 | Воскресенск       | 2287 чел.        | Звенигородский уезд |      |
| 2 | Сергиевский Посад | 25 000 чел.      | Дмитровский уезд    |      |

### Бывший город
| Город   | Население (1796) | Входит в                                  | Герб |
| ------- | ---------------- | ----------------------------------------- | ---- |
| Никитск | 1188 чел.        | Никитский уезд (ликвидирован в 1796 году) |      |

### После революции
В 1926 году в состав губернии входило 17 уездов:
| №  | Уезд             | Уездный город | Площадь, км² | Население (1926), чел. |
| -- | ---------------- | ------------- | ------------ | ---------------------- |
| 1  | Богородский      | Богородск     | 2 244        | 189 389                |
| 2  | Бронницкий       | Раменское     | 2 334        | 170 703                |
| 3  | Волоколамский    | Волоколамск   | 3 299        | 145 503                |
| 4  | Воскресенский    | Воскресенск   | 1 878        | 88 591                 |
| 5  | Дмитровский      | Дмитров       | 1 679        | 89 065                 |
| 6  | Егорьевский      | Егорьевск     | 3 626        | 180 666                |
| 7  | Звенигородский   | Звенигород    | 1 851        | 94 862                 |
| 8  | Каширский        | Кашира        | 2 098        | 94 392                 |
| 9  | Клинский         | Клин          | 3 152        | 127 660                |
| 10 | Коломенский      | Коломна       | 2 118        | 136 561                |
| 11 | Ленинский        | Ленинск       | 2 015        | 75 238                 |
| 12 | Можайский        | Можайск       | 3 979        | 139 975                |
| 13 | Московский       | Москва        | 3 413        | 2 451 831              |
| 14 | Орехово-Зуевский | Орехово-Зуево | 2 903        | 197 676                |
| 15 | Подольский       | Подольск      | 2 416        | 136 000                |
| 16 | Сергиевский      | Сергиев       | 3 137        | 108 783                |
| 17 | Серпуховский     | Серпухов      | 2 427        | 143 941                |

## Руководство губернии
Во главе Московской губернии с 1727 года стоял главный начальник, назначаемый императором и именуемый то генерал-губернатором, то главнокомандующим. С учреждением губернии 5 октября 1782 года эта должность получила юридическое узаконение. С 30 октября 1816 года начальник стал именоваться военным генерал-губернатором. Такое название сохранялось до 1865 года, когда князь В. А. Долгоруков был назначен генерал-губернатором без прилагательного «военный». Канцелярия главнокомандующего учреждена 4 августа 1786 года. Должность помощника генерал-губернатора учреждена 13 сентября 1902 года.

### Главноначальствующие
| Ф. И. О.                               | Титул, чин, звание | Время замещения должности |
| -------------------------------------- | --- | ------------------------- |
| Ромодановский Иван Фёдорович           | князь, действительный тайный советник, генерал-губернатор | 08.05.1727—04.04.1729     |
| Салтыков Василий Фёдорович             | граф, действительный тайный советник, генерал-губернатор | 06.03.1730—05.10.1730     |
| Чернышёв Григорий Петрович             | генерал-аншеф, генерал-губернатор | 06.10.1730—21.08.1735     |
| Барятинский Иван Фёдорович             | князь, генерал-лейтенант | 21.08.1735—19.06.1736     |
| Вакансия                               | | 19.06.1736—13.07.1736     |
| Барятинский Иван Фёдорович             | князь, генерал-лейтенант | 13.07.1736—04.01.1737     |
| Вакансия                               | | 1737—1739                 |
| Трубецкой Иван Юрьевич                 | князь, генерал-фельдмаршал, в должность не вступал, отказался по старости                                                                                          | 23.05.1739—23.12.1739     |
| Бирон Карл Карлович                    | генерал-аншеф | 03.03.1740—20.11.1740     |
| Вакансия                               | | 1740—1742                 |
| Бутурлин Александр Борисович           | генерал-аншеф, командующий полками в Москве, первоприсутствующий в Московской сенаторской конторе                                                                  | 12.12.1742—27.07.1744     |
| Левашов Василий Яковлевич              | генерал-аншеф, командующий полками в Москве, первоприсутствующий в Московской сенаторской конторе                                                                  | 15.12.1744—07.04.1751     |
| Вакансия                               | | 1751—1762                 |
| Бутурлин Александр Борисович           | граф, главнокомандующий, генерал-фельдмаршал, генерал-адъютант | 09.06.1762—15.05.1763     |
| Салтыков Пётр Семёнович                | граф, главнокомандующий, генерал-фельдмаршал, генерал-адъютант | 15.05.1763—13.11.1771     |
| Орлов Григорий Григорьевич             | князь, главнокомандующий, генерал-аншеф, генерал-адъютант (назначен для борьбы с эпидемией чумы в Москве)                                                          | 21.09.1771—17.11.1771     |
| Волконский Михаил Никитович            | князь, главнокомандующий, генерал-аншеф, генерал-адъютант | 15.11.1771—11.04.1780     |
| Долгоруков-Крымский Василий Михайлович | князь, главнокомандующий, генерал-аншеф | 11.04.1780—30.01.1782     |
| Чернышёв Захар Григорьевич             | граф, главнокомандующий, генерал-фельдмаршал | 05.02.1782—29.08.1784     |
| Брюс Яков Александрович                | граф, главнокомандующий, генерал-аншеф, генерал-адъютант | 04.09.1784—28.06.1786     |
| Еропкин Пётр Дмитриевич                | главнокомандующий, генерал-аншеф | 28.06.1786—19.02.1790     |
| Прозоровский Александр Александрович   | князь, главнокомандующий, генерал-аншеф | 19.02.1790—21.03.1795     |
| Измайлов Михаил Михайлович             | действительный тайный советник, главнокомандующий в Москве с 21.03.1795, начальствующий по гражданской части с 03.02.1797                                          | 21.03.1795—02.05.1797     |
| Долгоруков Юрий Владимирович           | князь, генерал от инфантерии, Московский военный генерал-губернатор с 23.11.1796, Московский военный губернатор и начальствующий по гражданской части с 02.05.1797 | 23.11.1796—29.11.1797     |

### Военные губернаторы
| Ф. И. О.                     | Титул, чин, звание | Время замещения должности |
| ---------------------------- | --- | ------------------------- |
| Салтыков Иван Петрович       | граф, военный губернатор, начальствующий по гражданской части в Москве и Московской губернии, генерал-фельдмаршал, генерал-адъютант | 29.11.1797—01.05.1804     |
| Беклешов Александр Андреевич | военный губернатор, начальствующий по гражданской части в Москве и Московской губернии, генерал от инфантерии                       | 01.05.1804—03.08.1806     |
| Тутолмин Тимофей Иванович    | военный губернатор, начальствующий по гражданской части в Москве и Московской губернии, генерал от инфантерии                       | 03.08.1806—07.08.1809     |
| Гудович Иван Васильевич      | граф, главнокомандующий, генерал-фельдмаршал                                                                                        | 08.08.1809—13.05.1812     |
| Растопчин Фёдор Васильевич   | граф, генерал от инфантерии, Московский военный губернатор с 22.05.1812, главнокомандующий с 20.07.1812                             | 22.05.1812—30.08.1814     |
| Тормасов Александр Петрович  | граф, военный губернатор с 30.08.1814, главнокомандующий с 31.08.1814, генерал от кавалерии                                         | 30.08.1814—30.10.1816     |

### Военные генерал-губернаторы

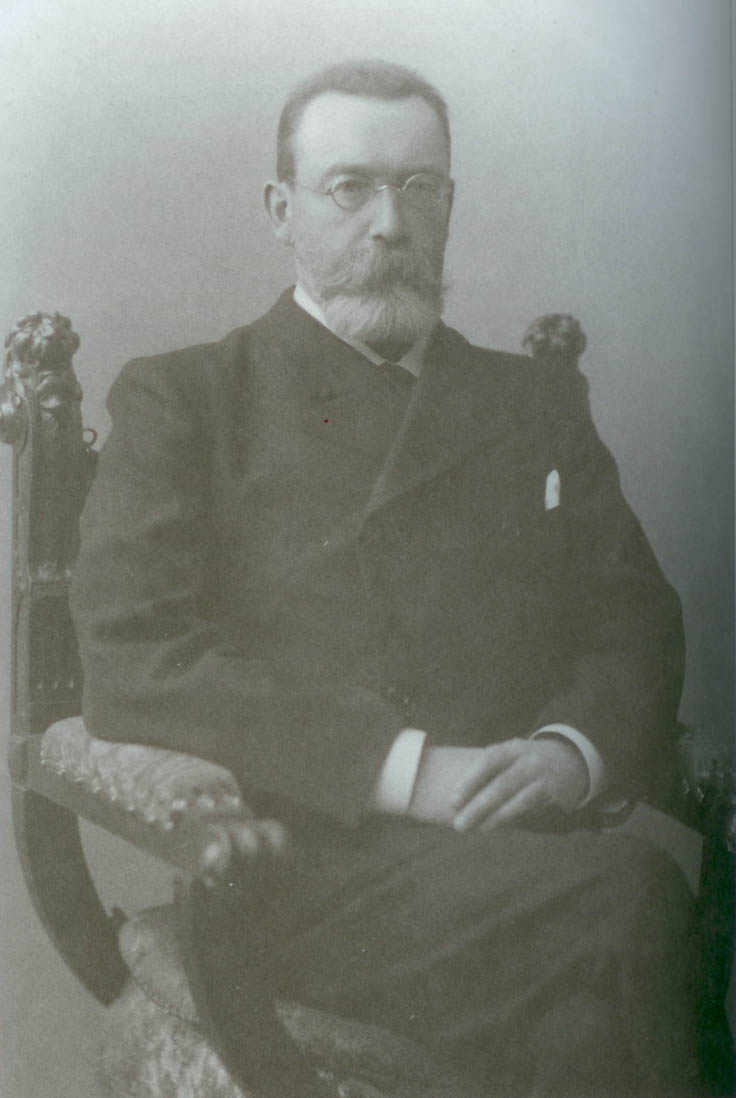
Д. Н. Шипов, председатель Московской губернской земской управы (1893—1904)

| Ф. И. О.                       | Титул, чин, звание                                               | Время замещения должности |
| ------------------------------ | ---------------------------------------------------------------- | ------------------------- |
| Тормасов Александр Петрович    | граф, генерал от кавалерии                                       | 30.10.1816—13.11.1819     |
| Голицын Дмитрий Владимирович   | князь (светлейший князь), генерал от кавалерии, генерал-адъютант | 06.01.1820—27.03.1843     |
| Щербатов Алексей Григорьевич   | князь, генерал от инфантерии, генерал-адъютант                   | 06.06.1843—06.05.1848     |
| Закревский Арсений Андреевич   | граф, генерал от инфантерии, генерал-адъютант                    | 06.05.1848—16.04.1859     |
| Строганов Сергей Григорьевич   | граф, генерал от кавалерии, генерал-адъютант                     | 17.04.1859—08.09.1859     |
| Тучков Павел Алексеевич        | генерал от инфантерии, генерал-адъютант                          | 08.09.1859—21.01.1864     |
| Офросимов Михаил Александрович | генерал от инфантерии                                            | 28.01.1864—30.08.1865     |

### Генерал-губернаторы
| Ф. И. О.                         | Титул, чин, звание | Время замещения должности |
| -------------------------------- | --- | ------------------------- |
| Долгоруков Владимир Андреевич    | князь, генерал от кавалерии, генерал-адъютант                                                                                                   | 30.08.1865—26.02.1891     |
| Сергей Александрович             | Его Императорское Высочество, великий князь, генерал-адъютант, генерал-лейтенант, командующий войсками Московского военного округа с 26.05.1896 | 26.02.1891—01.01.1905     |
| Козлов Александр Александрович   | генерал-лейтенант | 11.04.1905—15.07.1905     |
| Дурново Пётр Павлович            | генерал от инфантерии | 15.07.1905—24.11.1905     |
| Дубасов Фёдор Васильевич         | вице-адмирал | 24.11.1905—05.07.1906     |
| Гершельман Сергей Константинович | генерал-лейтенант | 05.07.1906—17.03.1909     |
| Вакансия                         | | 1909—1915                 |
| Юсупов Феликс Феликсович         | князь, граф Сумароков-Эльстон, генерал-лейтенант                                                                                                | 05.05.1915—03.09.1915     |

### Помощник генерал-губернатора
| Ф. И. О.                      | Титул, чин, звание | Время замещения должности |
| ----------------------------- | ------------------ | ------------------------- |
| Булыгин Александр Григорьевич | гофмейстер         | 13.09.1902                |

Должность губернатора вводилась во исполнение указов Петра I от 18 декабря 1708 года и 10 января 1714 года — для руководства административными, полицейскими, финансовыми, хозяйственными, военными, судебными учреждениями. При Екатерине I (указ от 15 марта 1727 года) на губернаторов были возложены функции «расправы и суда» на подведомственной территории. С 1775 года губернатор (до 1865 года именовался гражданским губернатором) подчинялся генерал-губернатору, а с начала XIX века ещё и Министерству внутренних дел. В 1876 году генерал-губернатор получил право отменять любое губернаторское распоряжение. В соответствии с указом от 16 августа 1802 года «о должности начальника губерний» губернатор назначал всех чиновников, контролировал деятельность земских и городских структур общественного самоуправления (думы, магистраты, ратуши), возглавлял высший административно-распорядительный орган губернии — Московское губернское правление.

### Губернаторы
| Ф. И. О.                         | Титул, чин, звание | Время замещения должности |
| -------------------------------- | --- | ------------------------- |
| Стрешнев Тихон Никитич           | боярин | 03.02.1709—22.02.1711     |
| Ершов Василий Семёнович          | управитель | 22.02.1711—23.01.1712     |
| Ромодановский Михаил Григорьевич | князь, боярин | 23.01.1712—30.01.1713     |
| Салтыков Алексей Петрович        | боярин | 07.1713—02.05.1716        |
| Нарышкин Кирилл Алексеевич       | ближний кравчий | 29.05.1716—11.05.1719     |
| Ромодановский Иван Фёдорович     | князь-кесарь, тайный советник | 11.05.1719—07.1724        |
| Вакансия                         | | 1724—1726                 |
| Матюшкин Михаил Афанасьевич      | генерал-лейтенант (назначен, но по болезни в должность не вступил и заменен А. Л. Плещеевым)                                      | 23.12.1726—28.02.1727     |
| Плещеев Алексей Львович          | генерал-майор, действительный статский советник (тайный советник)                                                                 | 28.02.1727—1730           |
| Вакансия                         | | 1730—1732                 |
| Дельден Вилим Вилимович          | генерал-лейтенант (назначен, но в Москву за старостью и бессилием не поехал, вышел в отставку)                                    | 13.10.1732—03.01.1733     |
| Вакансия                         | | 1733—1734                 |
| Балк Фёдор Николаевич            | генерал-лейтенант | 17.06.1734—1738           |
| Вакансия                         | | 1738—1740                 |
| Юсупов Борис Григорьевич         | князь, тайный советник, действительный камергер                                                                                   | 14.02.1740—31.12.1741     |
| Вакансия                         | | 1741—1753                 |
| Голицын Сергей Алексеевич        | князь, тайный советник | 29.03.1753—12.06.1758     |
| Черкасский Пётр Борисович        | князь, генерал-поручик | 16.08.1760—17.01.1762     |
| Кочетов Дмитрий Иванович         | тайный советник | 17.01.1762—21.03.1762     |
| Жеребцов Николай Григорьевич     | тайный советник | 06.03.1762—1764           |
| Юшков Иван Иванович              | тайный советник | 17.04.1764—1773           |
| Остерман Фёдор Андреевич         | граф, генерал-поручик | 1773—24.11.1780           |
| Архаров Николай Петрович         | генерал-майор (генерал-поручик)                                                                                                   | 01.01.1781—01.09.1784     |
| Лопухин Пётр Васильевич          | генерал-майор (генерал-поручик)                                                                                                   | 01.09.1784—02.09.1793     |
| Долгоруков Пётр Петрович         | князь, генерал-майор | 02.09.1793—1796           |
| Козлов Александр Петрович        | статский советник (действительный статский советник)                                                                              | 1796—25.09.1798           |
| Аршеневский Пётр Яковлевич       | действительный статский советник (тайный советник)                                                                                | 25.09.1798—05.12.1803     |
| Баранов Николай Иванович         | тайный советник | 08.01.1804—16.06.1806     |
| Ланской Дмитрий Сергеевич        | тайный советник | 16.06.1806—17.05.1810     |
| Обресков Николай Васильевич      | тайный советник | 25.06.1810—01.06.1813     |
| Спиридов Григорий Григорьевич    | действительный статский советник                                                                                                  | 01.06.1813—1815           |
| Долгоруков Алексей Алексеевич    | князь, действительный статский советник                                                                                           | 17.05.1815—26.05.1817     |
| Дурасов Егор Александрович       | действительный статский советник (тайный советник)                                                                                | 13.07.1817—30.03.1823     |
| Безобразов Григорий Михайлович   | действительный статский советник                                                                                                  | 30.03.1823—27.01.1829     |
| Небольсин Николай Андреевич      | действительный статский советник                                                                                                  | 28.01.1829—20.01.1838     |
| Олсуфьев Василий Дмитриевич      | в звании камергера, действительный статский советник                                                                              | 13.02.1838—12.10.1840     |
| Сенявин Иван Григорьевич         | в звании камергера, действительный статский советник                                                                              | 24.10.1840—02.05.1844     |
| Капнист Иван Васильевич          | действительный статский советник (тайный советник)                                                                                | 02.05.1844—13.09.1855     |
| Синельников Николай Петрович     | генерал-майор | 18.09.1855—18.01.1857     |
| Щербатов Николай Александрович   | князь, действительный статский советник                                                                                           | 20.01.1857—03.07.1859     |
| Корнилов Фёдор Петрович          | действительный статский советник                                                                                                  | 03.07.1859—05.05.1861     |
| Оболенский Алексей Васильевич    | князь, Свита Его Величества, генерал-майор                                                                                        | 09.05.1861—29.11.1866     |
| Сиверс Александр Карлович        | граф, в звании камергера, действительный статский советник (тайный советник)                                                      | 29.11.1866—27.10.1867     |
| Баранов Александр Иванович       | Свита Его Величества, генерал-майор                                                                                               | 31.10.1867—24.09.1868     |
| Фонвизин Иван Сергеевич          | действительный статский советник                                                                                                  | 24.09.1868—11.09.1870     |
| Ливен Андрей Александрович       | князь, в звании камер-юнкера, статский советник, и. д. (утверждён 01.01.1871 с произведением в действительные статские советники) | 11.09.1870—27.11.1872     |
| Дурново Пётр Павлович            | Свита Его Величества, генерал-майор (генерал-лейтенант)                                                                           | 16.12.1872—14.09.1878     |
| Перфильев Василий Степанович     | камергер, действительный статский советник (тайный советник)                                                                      | 14.09.1878—25.04.1887     |
| Голицын Владимир Михайлович      | князь, камер-юнкер, статский советник, и. д. (утверждён 24.04.1888 в звании камергера, действительного статского советника)       | 14.05.1887—20.12.1891     |
| Сипягин Дмитрий Сергеевич        | в звании камергера, действительный статский советник                                                                              | 20.12.1891—31.05.1893     |
| Булыгин Александр Григорьевич    | гофмейстер, действительный статский советник                                                                                      | 03.06.1893—13.09.1902     |
| Кристи Григорий Иванович         | в должности егермейстера, действительный статский советник                                                                        | 20.09.1902—09.11.1905     |
| Джунковский Владимир Фёдорович   | флигель-адъютант, полковник (с 1908 — Свиты Его Величества генерал-майор)                                                         | 11.11.1905—25.01.1913     |
| Муравьёв Николай Леонидович      | граф, тайный советник | 04.02.1913—06.05.1916     |
| Татищев Никита Алексеевич        | коллежский советник | 11.05.1916—03.03.1917     |

### Губернские предводители дворянства
| Ф. И. О.                               | Титул, чин, звание                                                | Время замещения должности |
| -------------------------------------- | ----------------------------------------------------------------- | ------------------------- |
| Шереметев Пётр Борисович               | граф, генерал-аншеф, генерал-адъютант                             | 1782—1785                 |
| Измайлов Михаил Михайлович             | действительный тайный советник                                    | 1785—1791                 |
| Ступишин Иван Васильевич               | генерал-поручик                                                   | 1792—1797                 |
| Лобанов-Ростовский Александр Иванович  | князь, генерал-майор                                              | 1797—01.09.1800           |
| Петрово-Соловово Александр Григорьевич | действительный тайный советник                                    | 1800—1802                 |
| Дашков Павел Михайлович                | князь, генерал-лейтенант                                          | 1802—06.01.1807           |
| Олсуфьев Дмитрий Адамович              | действительный статский советник                                  | 1807—20.12.1808           |
| Обресков Николай Васильевич            | генерал-майор                                                     | 1809—1810                 |
| Арсеньев Василий Дмитриевич            | генерал-майор                                                     | 1810—1816                 |
| Обольянинов Пётр Хрисанфович           | генерал от инфантерии                                             | 1816—28.05.1832           |
| Гудович Андрей Иванович                | граф, генерал-майор (тайный советник)                             | 28.05.1832—05.02.1841     |
| Небольсин Николай Андреевич            | действительный тайный советник                                    | 03.02.1841—11.02.1844     |
| Чертков Александр Дмитриевич           | действительный статский советник (тайный советник)                | 11.02.1844—11.02.1856     |
| Воейков Пётр Петрович                  | отставной гвардии полковник (действительный статский советник)    | 11.02.1856—09.02.1862     |
| Гагарин Лев Николаевич                 | князь, в должности гофмейстера, действительный статский советник  | 09.02.1862—10.06.1868     |
| Мещерский Александр Васильевич         | князь, отставной генерал-майор, и. д.                             | 11.06.1868—24.09.1868     |
| Шипов Николай Павлович                 | действительный статский советник, и. д.                           | 26.09.1868—01.02.1869     |
| Мещерский Александр Васильевич         | князь, отставной генерал-майор (тайный советник)                  | 01.02.1869—08.02.1876     |
| Бобринский Алексей Васильевич          | граф, в должности егермейстера, действительный статский советник  | 14.02.1876—15.05.1883     |
| Шереметев Василий Алексеевич           | в должности егермейстера, действительный статский советник        | 26.01.1884—05.11.1884     |
| Шереметев Сергей Дмитриевич            | граф, в должности егермейстера, действительный статский советник  | 31.01.1885—08.03.1890     |
| Ершов Владимир Иванович                | генерал-майор                                                     | 08.03.1890—21.01.1893     |
| Трубецкой Пётр Николаевич              | князь, в должности егермейстера, действительный статский советник | 21.01.1893—1906           |
| Базилевский Пётр Александрович         | статский советник                                                 | 1906—1908                 |
| Самарин Александр Дмитриевич           | действительный статский советник                                  | 13.04.1908—1915           |
| Базилевский Пётр Александрович         | действительный статский советник                                  | 1915—1917                 |

### Вице-губернаторы
| Ф. И. О.                             | Титул, чин, звание                                                                              | Время замещения должности |
| ------------------------------------ | ----------------------------------------------------------------------------------------------- | ------------------------- |
| Ершов Василий Семёнович              |                                                                                                 | 23.01.1712—1719           |
| Воейков Иван Лукич                   | генерал-майор                                                                                   | 24.03.1719—09.03.1726     |
| Вельяминов-Зернов Пётр Иванович      | полковник, и. д. (утверждён 28.02.1727)                                                         | 09.03.1726—21.11.1738     |
| Юсупов Борис Григорьевич             | князь, действительный статский советник, камергер                                               | 21.11.1738—14.02.1740     |
| Брюс Александр Романович             | граф, генерал-майор                                                                             | 03.03.1740—1741           |
| Салтыков Владимир Семёнович          | граф, бригадир (генерал-майор)                                                                  | 31.12.1741—05.01.1751     |
| Вакансия                             |                                                                                                 | 1751—1753                 |
| Ушаков Семён Петрович                | статский советник                                                                               | 29.03.1753—1755           |
| Жеребцов Николай Григорьевич         | действительный статский советник                                                                | 10.10.1755—06.03.1762     |
| Реткин Прокофий                      | товарищ губернатора                                                                             | 1762—11.06.1764           |
| Москотиньев Илья Иванович            | полковник, 1-й товарищ губернатора                                                              | 22.06.1764—1767           |
| Киселёв Иван Алексеевич              | коллежский советник, 2-й товарищ губернатора                                                    | 22.06.1764—1766           |
| Майков Василий Иванович              | лейб-гвардии капитан, 2-й товарищ губернатора                                                   | 1766—1767                 |
| Бестужев Никита Иванович             | действительный статский советник, 1-й товарищ губернатора                                       | 1767—1780                 |
| Алфимов Дмитрий Фёдорович            | коллежский советник (статский советник), 2-й товарищ губернатора                                | 1767—1780                 |
| Фонвизин Павел Иванович              | бригадир, 1-й товарищ губернатора                                                               | 1780—1781                 |
| Шварц Максим Антонович               | статский советник, 2-й товарищ губернатора                                                      | 1780—24.06.1781           |
| Енгалычев Василий Васильевич         | князь, бригадир, правящий должность вице-губернатора                                            | 1781—1782                 |
| Цуриков Николай Лаврентьевич         | статский советник                                                                               | 07.1782—11.1782           |
| Чонжин Тимофей Иванович              | коллежский советник                                                                             | 1782—1785                 |
| Козлянинов Пётр Иванович             | коллежский советник                                                                             | 1785—1787                 |
| Небольсин Василий Александрович      | статский советник                                                                               | 1787—1789                 |
| Мясоедов Николай Ефимович            | действительный статский советник                                                                | 1790—1793                 |
| Шеншин Николай Иванович              | статский советник                                                                               | 1793—11.02.1797           |
| Аршеневский Пётр Яковлевич           | действительный статский советник                                                                | 11.02.1797—05.09.1798     |
| Лопухин Дмитрий Ардалионович         | статский советник                                                                               | 05.09.1798—26.11.1799     |
| Вяземский Фёдор Михайлович           | князь, статский советник                                                                        | 14.12.1800—27.12.1801     |
| Кушников Сергей Сергеевич            | статский советник                                                                               | 27.12.1801—19.07.1802     |
| Ухтомский Роман Иванович             | князь, действительный статский советник                                                         | 24.07.1802—12.11.1802     |
| Брусилов Николай Иванович            | статский советник                                                                               | 26.11.1802—17.03.1806     |
| Овцын Александр Николаевич           | статский советник                                                                               | 30.05.1806—1809           |
| Арсеньев Алексей Иванович            | действительный статский советник                                                                | 29.12.1809—13.10.1813     |
| Дурасов Егор Александрович           | статский советник (действительный статский советник)                                            | 13.10.1813—13.07.1817     |
| Ренкевич Ефим Ефимович               | статский советник                                                                               | 03.08.1817—28.10.1821     |
| Бибиков Дмитрий Гаврилович           | в звании камер-юнкера, статский советник (действительный статский советник)                     | 28.10.1821—28.03.1824     |
| Храповицкий Иван Семёнович           | коллежский советник (статский советник)                                                         | 28.03.1824—03.04.1827     |
| Небольсин Николай Андреевич          | в звании камергера, статский советник                                                           | 06.05.1827—22.03.1829     |
| Поспелов Пётр Алексеевич             | коллежский советник                                                                             | 22.03.1829—31.10.1830     |
| Брусилов Алексей Николаевич          | статский советник                                                                               | 31.10.1830—19.06.1831     |
| Деменков Пармен Семёнович            | статский советник (действительный статский советник)                                            | 19.11.1831—10.08.1837     |
| Киселёв Сергей Дмитриевич            | статский советник                                                                               | 10.08.1837—1838           |
| Новосильцев Пётр Петрович            | в звании камергера, коллежский советник (действительный статский советник)                      | 05.02.1838—05.09.1851     |
| Тимашев-Беринг Алексей Александрович | статский советник                                                                               | 22.10.1851—12.05.1854     |
| Давыдов Иван Иванович                | статский советник (действительный статский советник)                                            | 25.06.1854—14.07.1861     |
| Фёдоров Сергей Петрович              | статский советник                                                                               | 06.08.1861—25.05.1862     |
| Спасский Владимир Никифорович        | в звании камергера, статский советник (действительный статский советник)                        | 25.05.1862—13.03.1864     |
| Фонвизин Иван Сергеевич              | коллежский советник (действительный статский советник)                                          | 20.03.1864—24.09.1868     |
| Тучков Александр Павлович            | в звании камер-юнкера, статский советник                                                        | 18.10.1868—10.09.1869     |
| Ливен Андрей Александрович           | светлейший князь, статский советник (действительный статский советник)                          | 10.09.1869—11.09.1870     |
| Перфильев Василий Степанович         | коллежский советник (камергер, действительный статский советник)                                | 06.11.1870—14.09.1878     |
| Красовский Иван Иванович             | в звании камергера, действительный статский советник                                            | 14.09.1878—07.04.1883     |
| Голицын Владимир Михайлович          | князь, в звании камер-юнкера, надворный советник, и. д. (в звании камергера, статский советник) | 21.04.1883—14.05.1887     |
| Ахлестышев Павел Дмитриевич          | в звании камергера, статский советник (действительный статский советник)                        | 21.05.1887—03.05.1890     |
| Оболенский Василий Васильевич        | князь, в звании камер-юнкера, надворный советник                                                | 03.05.1890—29.11.1890     |
| Баратынский Лев Андреевич            | в звании камер-юнкера, статский советник (действительный статский советник)                     | 29.11.1890—13.10.1902     |
| Сабуров Александр Петрович           | коллежский асессор (надворный советник)                                                         | 10.12.1902—03.07.1905     |
| Джунковский Владимир Фёдорович       | полковник                                                                                       | 12.08.1905—11.11.1905     |
| Фёдоров Александр Сергеевич          | коллежский советник (действительный статский советник)                                          | 02.12.1905—25.03.1910     |
| Устинов Адриан Михайлович            | статский советник (действительный статский советник)                                            | 10.04.1910—15.08.1916     |
| Клейнмихель Николай Владимирович     | граф, церемониймейстер                                                                          | 15.08.1916—05.03.1917     |

## Население

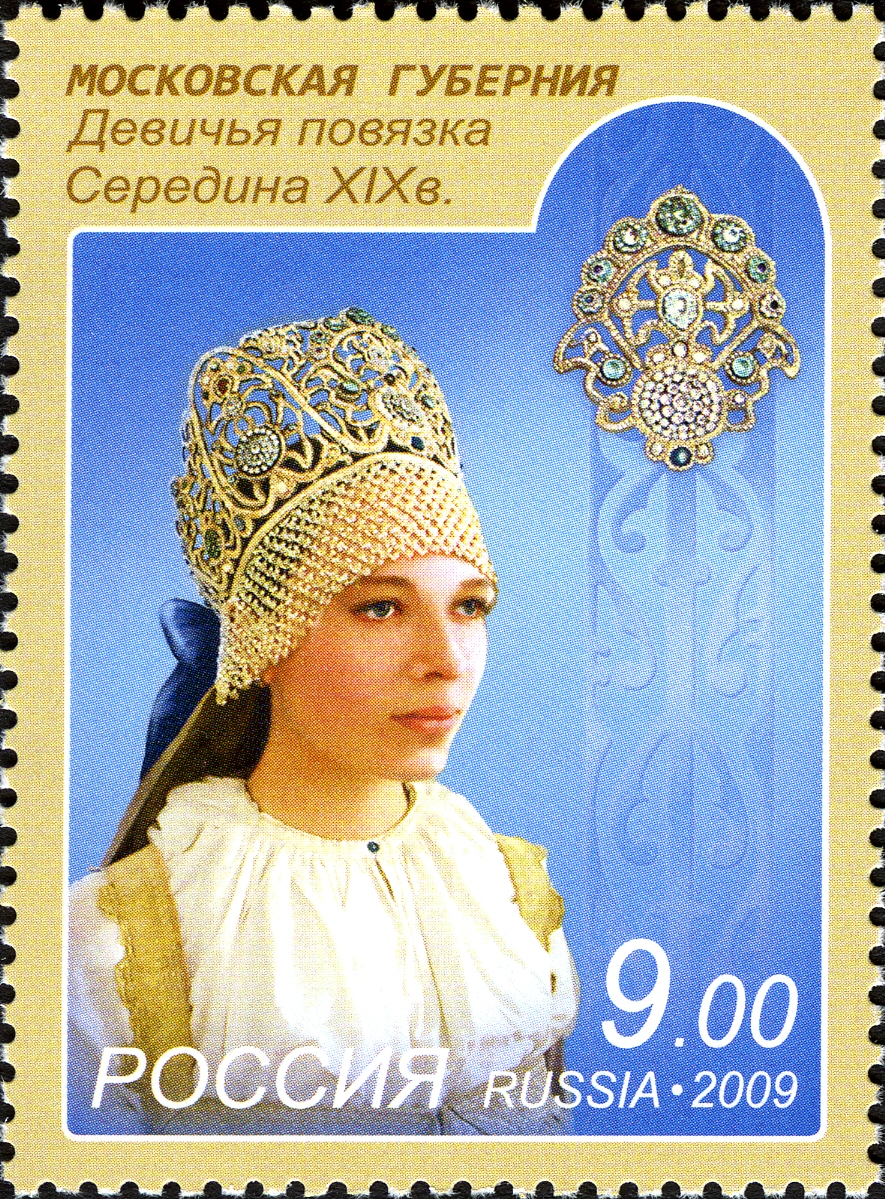
Почтовая марка России, 2009 год

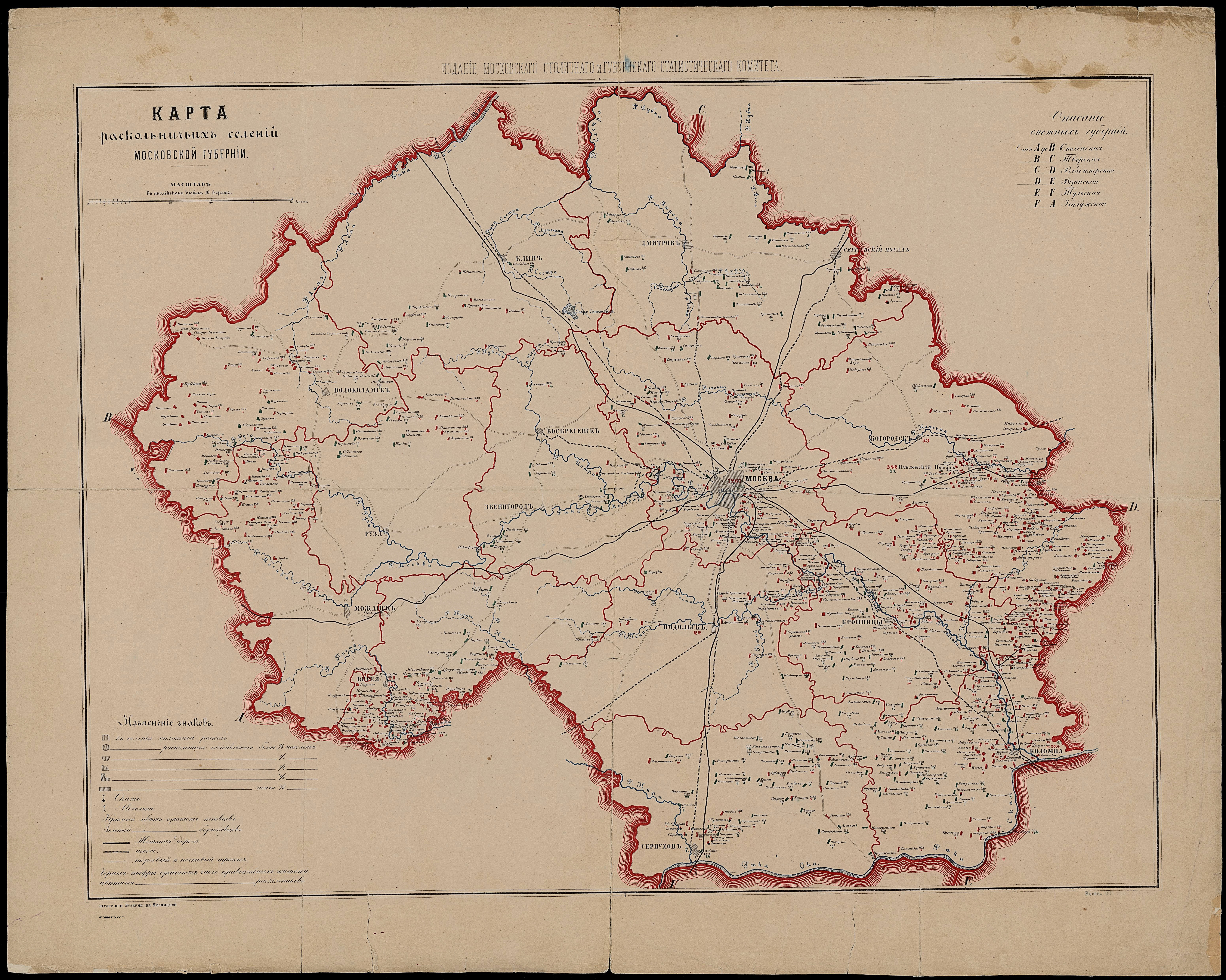
Карта раскольничьих (старообрядческих) селений Московской губернии, 1871 год

### Численность населения
| 1897      |
| --------- |
| 2 430 581 |

| Год  | Население, чел. | В том числе городское, чел. |
| ---- | --------------- | --------------------------- |
| 1714 | 711 341         |                             |
| 1766 | 2 231 300       |                             |
| 1785 | 883 900         |                             |
| 1847 | 1 502 564       |                             |
| 1897 | 2 430 581       | 1 134 382                   |
| 1905 | 2 656 300       |                             |
| 1926 | 4 570 836       | 2 705 844                   |

### Национальный состав
Национальный состав в 1897 году:
| Уезд             | русские | немцы |
| ---------------- | ------- | ----- |
| Губерния в целом | 97,6 %  | …     |
| Богородский      | 99,7 %  | …     |
| Бронницкий       | 99,8 %  | …     |
| Верейский        | 99,6 %  | …     |
| Волоколамский    | 99,9 %  | …     |
| Дмитровский      | 99,6 %  | …     |
| Звенигородский   | 98,9 %  | …     |
| Клинский         | 99,7 %  | …     |
| Коломенский      | 99,2 %  | …     |
| Можайский        | 99,6 %  | …     |
| Московский       | 95,6 %  | 1,5 % |
| Подольский       | 99,2 %  | …     |
| Рузский          | 99,6 %  | …     |
| Серпуховский     | 99,0 %  | …     |

## Карты Московской губернии и сопутствующие источники
| Сборный лист военно топографической карты Московской губернии 1860 г. Масштаб: 2 версты в дюйме (1 см-840м). | Сборный лист военно топографической карты Московской губернии 1860 г. Масштаб: 2 версты в дюйме (1 см-840м). | Сборный лист военно топографической карты Московской губернии 1860 г. Масштаб: 2 версты в дюйме (1 см-840м). | Сборный лист военно топографической карты Московской губернии 1860 г. Масштаб: 2 версты в дюйме (1 см-840м). | Сборный лист военно топографической карты Московской губернии 1860 г. Масштаб: 2 версты в дюйме (1 см-840м). | Сборный лист военно топографической карты Московской губернии 1860 г. Масштаб: 2 версты в дюйме (1 см-840м). | Сборный лист военно топографической карты Московской губернии 1860 г. Масштаб: 2 версты в дюйме (1 см-840м). | Сборный лист военно топографической карты Московской губернии 1860 г. Масштаб: 2 версты в дюйме (1 см-840м). | Сборный лист военно топографической карты Московской губернии 1860 г. Масштаб: 2 версты в дюйме (1 см-840м). | Сборный лист военно топографической карты Московской губернии 1860 г. Масштаб: 2 версты в дюйме (1 см-840м). | Сборный лист военно топографической карты Московской губернии 1860 г. Масштаб: 2 версты в дюйме (1 см-840м). | Сборный лист военно топографической карты Московской губернии 1860 г. Масштаб: 2 версты в дюйме (1 см-840м). | Сборный лист военно топографической карты Московской губернии 1860 г. Масштаб: 2 версты в дюйме (1 см-840м). |
| --- | --- | --- | --- | --- | --- | --- | --- | --- | --- | --- | --- | --- |
| (При нажатии на необходимый лист будет осуществлён переход на соответствующую карту.)                        | | | | | | | | | | | | |

По Московской губернии известно как минимум два основных типа дореволюционных карт, покрывавших всю губернию, — это топографическая карта масштаба 1см=840 м или 1 дюйм=2 версты (в народе называемая «картой Шуберта Московской губернии», сборный которой приведен выше) 1837—1860 годов, и планы межевания 1767—1840 гг.
На центральную часть губернии рисовалась в разные годы карта окрестностей Москвы 1см=420 м или 1 дюйм = 1 верста, которая итогово представлена известной картой 1878—1909 годов (более ранние карты — 1838 и 1852 годы).

«Карта Московской Губернии» 1928 года, изданная производственным объединением «Геокартпром» Военно-Топографического Управления ГУРККА

Карты Московской губернии издавались и при советской власти, например «Карта Московской губернии» 1928 года, изданная производственным объединением «Геокартпром» Военно-Топографического Управления ГУРККА.
|                                 |  |                                                         |  |                                                  |
| Московская губерния в 1708 году |  | Карта соответствия границ Московской области и губернии |  | Шоссейные и грунтовые дороги Московской губернии |